# Магницкий, Леонтий Филиппович
Лео́нтий Фили́ппович Магни́цкий (фамилия при рождении — Телятин или Теляшин; 9 [19] июня 1669, Осташков — 19 [30] октября 1739, Москва) — русский математик, инженер и педагог. Преподаватель математики в Школе математических и навигацких наук в Москве (с 1701 по 1739), автор первого печатного в России учебного пособия по математике, часто называемой Арифметикой Магницкого.

## Биография
Родился в слободе Трестянка (ныне территория города Осташков).
По одной версии, был сыном крестьянина Филиппа Теляшина. С юных лет работал с отцом на пашне, самостоятельно обучаясь чтению и письму, и был страстным охотником читать и разбирать мудрёное и трудное.
По другой версии, был родным племянником архимандрита Нектария, устроителя Ниловой пустыни близ Осташкова Тверской губернии и потому имел доступ к церковным книгам.
В 1684 году отправлен в Иосифо-Волоколамский монастырь как возчик для доставки рыбы монахам.
Поразил монахов своей грамотностью и умом, оставлен при обители в роли чтеца. Затем переведён в московский Симонов монастырь.
Монастырское начальство решило готовить незаурядного юношу в священнослужители.
В 1685—1694 годах — учится в Славяно-греко-латинской академии.
Математика там не преподавалась. По-видимому, свои математические познания он приобрёл путём самостоятельного изучения.
Знания Леонтия Филипповича в области математики удивляли многих. При встрече он произвёл на царя Петра I очень сильное впечатление незаурядным умственным развитием и обширными познаниями.
В знак почтения и признания достоинств Пётр I «жаловал» ему фамилию Магницкий «в сравнении того, как магнит привлекает к себе железо, так он природными и самообразованными способностями своими обратил внимание на себя».
В 1694—1701 годах — Магницкий живёт в Москве, обучает детей в частных домах и занимается самообразованием.
В 1701 году по распоряжению Петра I был назначен преподавателем школы «математических и навигацких, то есть мореходных хитростно наук учения», помещавшейся в здании Сухаревой башни. Начал работать помощником учителя математики — Андрея Фарварсона, а затем — учителем арифметики и, по всей вероятности, геометрии и тригонометрии; ему было поручено написать учебник по математике и кораблевождению. Получал оклад - 100 рублей в год.
Запись Оружейной палаты:

1701 году Февраля в 1 день взят в ведомость Оружейной палаты осташковец Леонтий Магницкий, которому велено ради народной пользы издать через труд свой словенским диалектом книгу арифметику. А желает он имети при себе впомоществовании кадашевца Василия Киприанова ради скораго во издании книги совершения. О котором признал он, что имеет в тех науках знание отчасти и охоту. По которому его доношению, его великого государя, повелением он, Василий, тогож февраля в 16 день во Оружейную взят и через учителей школ математических о искусстве в вышеозначенных науках свидетельствован. А по свидетельству его, великого государя, повелением записан во Оружейной палате его, великого государя указом, и велено ему к скорому во издании тоя книги совершению чинить в чём может Магницкому помоществование, в чём он и трудился по самое тоя книги совершение.

Из письма 1703 года, Алексея Александровича Курбатова, в ведении которого была школа к Фёдору Алексеевичу Головину:

По 16 июля прибрано и учатся 200 человек. Англичане учат их той науке чиновно, а когда временем и загуляются или, по своему обыкновенно, почасту и долго проспят. Имеем, по приказу милости твоей, определённого им помоществователем Леонтия Магницкаго, который непрестанно при той школе бывает, и всегда имеет тщание не только к единому ученикам в науке радеть, но и к иным к добру поведением, в чём те Англичане, видя в школах его управление не последнее, обязали себя к нему, Леонтию, ненавиденьем, так что уже просил он, Леонтий, от частого их на него гневоимания от школы себе свободности, однакож я, ведая, что ему их ради гневоимания от школы свободну быть не доведется, приказал ему о всяких поведешях сказывать до приезда вашей милости мне, и я, присматривая, что он приносит о порядке совершенном, призвалъ их в палату и сам к ним ездя почасту, говорю; а дело из них призналъ я в одном Андрее Фарварсоне, и те два хотя и навигаторы написаны, только и до Леонтия наукою не дошли.

В 1703 году Магницкий составил первую в России учебную энциклопедию по математике, так называемую Арифметику Магницкого; полное заглавие: «Арифметика, сиречь наука числительная с разных диалектов на славенский язык переведеная и во едино собрана, и на две книги разделена» тираж 2400 экземпляров. Как учебник эта книга более полувека употреблялась в школах благодаря научно-методическим и литературным достоинствам.
В 1704 году Магницкому царским указом было пожаловано дворянство. Пётр I был особенно расположен к Леонтию Филипповичу, жаловал его деревнями во Владимирской и Тамбовской губерниях, приказал выстроить ему дом на Лубянке, а за «непрестанные и прилежные в навигацких школах во учении труды» наградил «саксонским кафтаном» и другой одеждой.
В 1707 году Магницкий руководил реконструкцией Тверского кремля, укреплением его валов и сооружением бастионов.
В 1714 году Магницкому поручен набор учителей для цифирных школ.
В 1715 году в Петербурге была открыта Морская академия, куда было перенесено обучение военным наукам, а в московской Навигатской школе стали учить только арифметике, геометрии и тригонометрии. С этого момента Магницкий становится старшим учителем школы и руководит её учебной частью.
С 1732 года и до последних дней своей жизни Л. Ф. Магницкий являлся руководителем Навигатской школы.
Умер в Москве в октябре 1739 года в возрасте 70 лет.
Похоронен в Москве в церкви Гребневской Иконы Божией Матери у Никольских ворот (в 1927 году церковь была разобрана).

### Знание языков
- Латинский язык
- Греческий язык
- Французский язык[источник не указан 4570 дней]

(преподавались в академии)
- Немецкий язык
- Голландский язык
- Итальянский язык

(изучены самостоятельно)

### Знание наук
- Математика
- Астрономия
- Геодезия
- Навигация

(«наукам научился дивным и неудобовероятным способом», ни одна не преподавалась в академии)

### Впервые введённые им в русский язык математические термины
- Множитель
- Делитель
- Произведение
- Извлечение корня
- Миллион
- Биллион
- Триллион
- Квадриллион
- Знаменатель
- Дробь

## Сведения о захоронении
27 мая 1932 года при постройке первой линии Московского метрополитена на глубине одного метра обнаружилась плита из крепкого известняка, на обратной стороне которой оказалась тонко выбита «эпитафия» надгробия Л. Ф. Магницкого, написанная его сыном Иваном (её текст опубликован в 1836 году в газете «Московские ведомости», здесь приводится в сокращении):

В вечную память христианину, благочестно, целомудренно, благоверно и добродетельно пожившему Леонтию Филипповичу Магницкому, первому в России математики учителю, здесь погребенному, (…) который путь его временного и прискорбного жития начал 1669 года июня 9-го дня, наукам изучился дивным и неудобовероятным способом, (…) и от Его Величества, по усмотрению нрава ко всем приятнейшего и к себе влекущего, пожалован прозванием Магницкий и учинён российскому благородному юношеству учителем математики, в котором звании ревностно, верно, честно, всеприлежно и беспорочно служа четырём самодержцам всероссийским и прожив в мире 70 лет, 4 месяца и 10 дней, 1739 года, октября 19-го дня, о полуночи в 1 часу, оставя добродетельным своим житием и благочестною христианскою кончиною пример жития оставшим по нем, (…)
Преставльшемуся же исполняя взаимную христианскую любовь помолимся прилежно (…)
Не по должности надписал, собственноручно сёк на камне сем горькослезный и горем убиенный Иван, нижайший раб, сын ему любезны.

На другой день под плитой-памятником на глубине четырёх метров обнаружена была гробница. Она была выложена из хорошего кирпича и залита со всех сторон известью. В могиле находилась дубовая колода, в ней лежал невредимый скелет Леонтия Филипповича с некоторыми сохранившимися на нём покровами, под головой находилась стеклянная чернильница, имевшая форму лампадки, и рядом лежало полуистлевшее гусиное перо.
Вместе с гробницей Леонтия Филипповича была гробница Марии Гавриловны Магницкой, его жены, где на камне была высечена надпись, возвещающая о её внезапной смерти при неожиданной встрече с сыном, которого она считала умершим.
Как рассказал директор Верхневолжского духовно-просветительского центра «Наследие Селигера» имени Л. Ф. Магницкого при монастыре Нило-Столобенская пустынь, монах Иоанн (Захаров), могила Магницкого при сносе храма Гребневской иконы Божией Матери в Москве была разорена. Но неизвестные сохранили часть останков и передали их родственникам математика.
Сейчас останки Магницкого находятся в Нило-Столобенской пустыни.
В 2011 году монастырь был намерен их перезахоронить. 
На могиле Леонтия Магницкого будет вновь поставлена плита с эпитафией, написанной его сыном, Иваном Магницким.